# Teatro Novacultural
Teatro Novacultural ou MuBE Novacultural (antigo Auditório Pedro Piva) é um teatro localizado na cidade de São Paulo.

## Crítica
Em 28 de setembro de 2014, foi publicado na Folha de S.Paulo o resultado da avaliação feita pela equipe do jornal ao visitar os sessenta maiores teatros da cidade de São Paulo. O local foi premiado com quatro estrelas, "bom", com o consenso: "Pequeno e charmoso, é um teatro aconchegante. A bonbonnière é, na verdade, o restaurante do MuBE (Museu Brasileiro da Escultura). O antigo Auditório Pedro Piva (reinaugurado em 2012) é bem projetado e permite boa visão de qualquer lugar —inclusive do espaço para cadeirantes, na última fileira."